# Zephyd
Zephyd es una serie de historietas de fantasía heroica publicada en 1978 por Carlos Saiz Cidoncha (guion) y Alfonso Azpiri (dibujo).

## Trayectoria editorial
Para su segunda colaboración mutua tras Alpha Cosmos ("Trinca"), Cidoncha y Azpiri se apuntaron al género de la fantasía heroica que estaba entonces en boga. Y así, mientras Azpiri continuaba con sus cómics eróticos para el mercado italiano (que era los que le daban de comer), emprendió su primera obra de autor, que a la postre le llevaría cinco años.
En España, Zephyd fue publicada en 1979 por la revista "Cimoc" de Riego ediciones, la cual la recopiló en 1980 en forma de álbum monográfico (ISBN 84-85759-06-0).

## Valoración
Para el crítico Juan Antonio de Blas, Zephyd constituye un tratado de ética que juega con los símbolos dobles. Supone además la superación de la influencia de Víctor de la Fuente por parte de Azpiri, cuyo estilo gana en expresividad conforme avanza la obra.